# Науково-виробниче підприємство «Система»
Науково-виробниче підприємство «Система» — підприємство розтошоване в м. Харкові. До його складу входять 2 виробничі ділянки, конструкторсько-технологічне бюро, відділ технічного забезпечення та АУП.
Середньооблікова чисельність штатних працівників облікового складу - 34 особи.
Основні види продукції - телевізори кольорового зображення, упаковка з поліпропіленової тканини. Перспективними видами продукції є виробництво лінії по виготовленню металевополімерних труб, упаковка з поліпропіленової тканини, ультразвукові генератори та ножиці.
Діяльність підприємства не є сезонною, але в зимовий період обсяги реалізації телевізійної продукції є значно більшими, ніж у літній, а упаковка- в літній більше ніж у зимовий.
В радянські часи випускали телевізори “Берізка” та “Оскар”.